# Opération Cockade
 (décembre 2023).
La mise en forme du texte ne suit pas les recommandations de Wikipédia : il faut le « wikifier ».
Les points d'amélioration suivants sont les cas les plus fréquents. Le détail des points à revoir est peut-être précisé sur la page de discussion.
- Les titres sont pré-formatés par le logiciel. Ils ne sont ni en capitales, ni en gras.
- Le texte ne doit pas être écrit en capitales (les noms de famille non plus), ni en gras, ni en italique, ni en « petit »…
- Le gras n'est utilisé que pour surligner le titre de l'article dans l'introduction, une seule fois.
- L'italique est rarement utilisé : mots en langue étrangère, titres d'œuvres, noms de bateaux, etc.
- Les citations ne sont pas en italique mais en corps de texte normal. Elles sont entourées par des guillemets français : « et ».
- Les listes à puces sont à éviter, des paragraphes rédigés étant largement préférés. Les tableaux sont à réserver à la présentation de données structurées (résultats, etc.).
- Les appels de note de bas de page (petits chiffres en exposant, introduits par l'outil «  Source ») sont à placer entre la fin de phrase et le point final[comme ça].
- Les liens internes (vers d'autres articles de Wikipédia) sont à choisir avec parcimonie. Créez des liens vers des articles approfondissant le sujet. Les termes génériques sans rapport avec le sujet sont à éviter, ainsi que les répétitions de liens vers un même terme.
- Les liens externes sont à placer uniquement dans une section « Liens externes », à la fin de l'article. Ces liens sont à choisir avec parcimonie suivant les règles définies. Si un lien sert de source à l'article, son insertion dans le texte est à faire par les notes de bas de page.
- La présentation des références doit suivre les conventions bibliographiques. Il est recommandé d'utiliser les modèles {{Ouvrage}}, {{Chapitre}}, {{Article}}, {{Lien web}} et/ou {{Bibliographie}}. Le mode d'édition visuel peut mettre en forme automatiquement les références.
- Insérer une infobox (cadre d'informations à droite) n'est pas obligatoire pour parachever la mise en page.

Pour une aide détaillée, merci de consulter Aide:Wikification.
Si vous pensez que ces points ont été résolus, vous pouvez retirer ce bandeau et améliorer la mise en forme d'un autre article.
L'opération Cockade (Cocarde en français) était une série d'opérations de diversion pour atténuer et distraire la pression allemande qui existaient sur les opérations alliées en Sicile et sur les opérations Soviétiques sur le front de l'Est en feignant diverses attaques en Europe occidentale pendant la Seconde Guerre mondiale. Les Alliés espéraient utiliser Cockade pour forcer la Luftwaffe à s'engager dans une bataille aérienne massive contre la Royal Air Force et l'US Eighth Air Force afin de donner aux Alliés la supériorité aérienne sur l'Europe occidentale. Conçu par la London Controlling Section Cockade impliquait trois opérations de diversion : l'opération Starkey au Pas-de-Calais, l'opération Wadham en Bretagne et l'opération Tindall en Norvège. L'opération Starkey devait avoir lieu début septembre 1943, l'opération Tindall à la mi-septembre et l'opération Wadham à la fin septembre 1943.
Le plan COCKADE n’a pas atteint son objectif de fixer les troupes allemandes. Les Allemands n’ont pas cru aux menaces. Entre avril et décembre 1943, sur les 36 divisions du commandement de l’Ouest, l’OKW en a même prélevé 27 (c’est-à-dire les trois quarts) d’Europe du nord-ouest pour les envoyer en Russie, en Sicile, en Italie et dans les Balkans : 5 divisions blindées, 2 divisions motorisées, 20 divisions d’infanterie. Mais le plan a permis de mettre au point les techniques de diversion qui furent utilisées l’année suivante (1944) dans le opération Fortitude, le plan de désinformation qui accompagna l’opération Overlord de débarquement en Normandie.

## Origine
En mars 1943, le général Frederick E. Morgan a été nommé chef d'état-major du Commandement suprême allié (COSSAC) et il a été chargé de la planification opérationnelle dans le nord-ouest de l'Europe. Les ordres opérationnels du général Morgan de la part du haut commandement allié ont été reçus en avril et ils faisaient référence à "un camouflage et une tromperie élaborés" dans le double objectif de maintenir les forces allemandes à l'ouest et d'entraîner la Luftwaffe dans une bataille aérienne. La stratégie de tromperie incombait à la London Controlling Section (LCS), un département de Whitehall qui avait été créé en 1941 et était alors dirigé par le colonel John Bevan. Le colonel Bevan a convaincu le général Morgan d'établir une section spécialisée dans la tromperie au sein de son personnel mais la hiérarchie du général Morgan n'a pas été en mesure de s'adapter et il été créé un département, l'Ops (B), au sein de la division des opérations "G-3". Une opération de tromperie (déception) nécessitait au moins une invasion amphibie fictive de la côte française.
La véritable invasion trans-Manche avait déjà été reportée à 1944 et la principale poussée alliée cette année-là était vers l'Europe du Sud. La tâche du général Morgan était d'aider à maintenir l'ennemi à l'ouest.
La tromperie militaire alliée tournait alors autour de la construction d'une histoire à vendre à l'ennemi. Pour 1943 l'Ops (B) et le LCS, sous la direction du général Morgan, ont créé trois plans (Tindall, Starkey et Wadham) qui ont reçu le nom de code global de Cockade. Les plans ont été soumis à l'approbation des chefs d'état-major le 3 juin et approuvés vingt jours plus tard.
Cockade a commencé avec Tindall, une menace contre la Norvège des unités alliées basées en Ecosse. Cette invasion serait alors annulée pour permettre une double attaque amphibie sur la France (Starkey et Wadham) à partir de début septembre. L'assaut français serait également annulé et Tindall repoussé jusqu'à l'hiver. Les tromperies seraient réalisées via des agents doubles, des signaux, des leurres, de fausses concentrations de troupes, des raids commandos, des missions de reconnaissance et de bombardement accrues dans les régions de Boulogne-sur-Mer, Brest et la Norvège.

## Opération Starkey

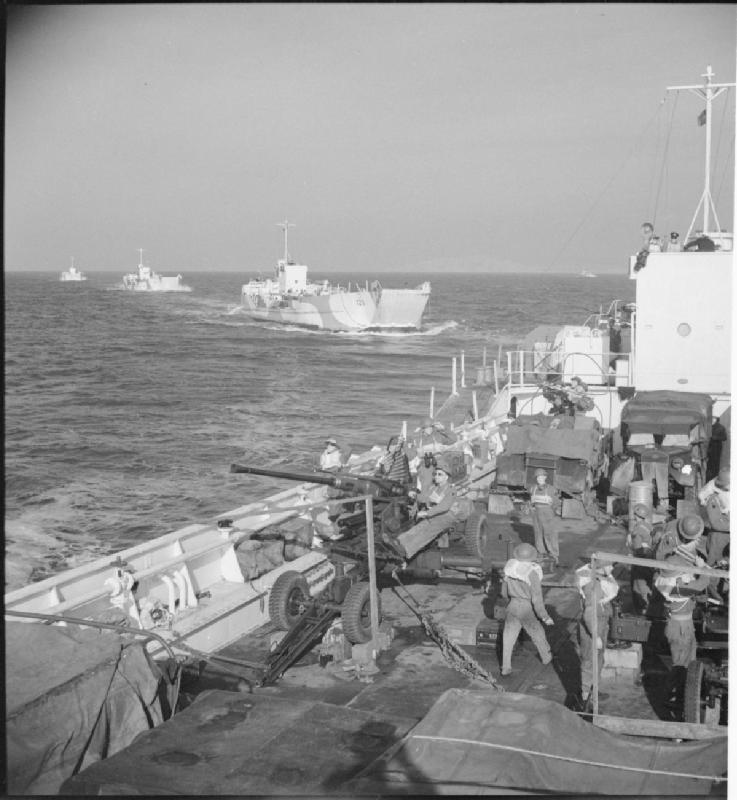
54e LAA Bofors lors de l'exercice Harlequin, 11 septembre 1943

L'opération Starkey était une fausse invasion amphibie britannique et canadienne dans la région de Boulogne. Pour les États-Unis, le plan initial impliquait 2 300 sorties de bombardiers lourds, 3 700 chasseurs et 400 bombardiers moyens contre des cibles près de Boulogne-sur-Mer. Le but était de convaincre les Allemands que les préparatifs d'invasion britanniques et canadiens étaient authentiques. Les Britanniques de leur côté aussi devaient pratiquer 3 000 autres sorties de bombardiers lourds dans la même région. L'opération devait culminer avec une grande feinte impliquant une force amphibie de 30 navires opérant au large des côtes de Boulogne, dans l'espoir d'attirer la Luftwaffe. La partie militaire de l'exercice a été nommée Exercice ou Opération Harlequin.
L'opération Starkey rencontre des difficultés dès le départ. Le général de division Ira C. Eaker, le commandant de la Huitième Air Force impliqué dans l'opération, critique l'opération Starkey en disant qu'elle forcerait les Américains à abandonner leur offensive de bombardement stratégique sur l'Allemagne. Dans une lettre au quartier général suprême, l'Allied Expeditionary Force (SHAEF), le général Eaker déclare que cette opération a mobilisé 2 300 sorties de bombardiers lourds sur 14 jours "alors que le commandement n'avait effectué que 5 356 sorties de combat au cours des 8 derniers mois". Bien que le général Eaker ait convaincu le SHAEF de réduire l'engagement américain à trois cents sorties de bombardiers lourds (au lieu des 2300), il promet de fournir autant de sorties de bombardiers que possible à partir de nouvelles unités de bombardiers en formation. En fin de compte, la Huitième Air Force aura effectué malgré tout un total de 1 841 sorties de bombardiers.
D'autres problèmes surviennent. Le quartier général de la 8ème armée aérienne US (VIII Air Support Command), note que les planificateurs de l'opération Starkey ont du mal à s'entendre sur les règles d'engagement pour les cibles en France occupée. En effet, les Britanniques et les Américains ont, sans le savoir, dupliqué leurs efforts à plusieurs reprises en effectuant les mêmes missions à quelques jours d'intervalle. La Royal Navy n'a pas non plus pleinement approuvé le plan de tromperie puisque les planificateurs de l'opération Starkey ont voulu que deux cuirassés pour la force amphibie agissent comme appât pour la Luftwaffe mais la Marine n'était pas disposée à risquer ses cuirassés de cette manière. En raison de ces difficultés, les planificateurs de l'opération Starkey ont dû apporter plusieurs modifications au plan initial.
Malgré ces problèmes, l'opération a servi de leçon pratique utile sur la complexité et l'ampleur de la chaîne d'approvisionnement logistique qui sont nécessaires pour maintenir un soutien flexible à une force d'invasion. L'opération Starkey a également contribué à la perception allemande que le Pas-de-Calais était le principal lieu possible pour une invasion.

## Opération Wadham
Les planificateurs de l'opération Wadham voulaient que les Allemands croient que les Américains allaient envahir la région de Brest, port maritime de la péninsule bretonne  à l'automne 1943. Le canular, la désinformation, impliquaient des forces "réelles" minimes, avec un groupe amphibie fictif venant directement des États-Unis et une autre force venant de Grande-Bretagne avec dix divisions en tout pour mener une invasion à Brest. La plan d'intoxication prévoyaient que les Américains envahiraient Brest après l'invasion réussie de Boulogne-sur-Mer. Cependant, l'engagement aérien pour l'opération Wadham était considérablement inférieur à celui de l'opération Starkey. Eaker a aussi critiqué l'opération Wadham en disant que l'offensive combinée de bombardiers détruirait plus efficacement la Luftwaffe que les ressources de bombardiers détournées ne pourraient fournir à l'appui de Wadham. Outre les avions, les Américains n'ont dû fournir que 75 péniches de débarquement factices pour aider à l'effort de déception-intoxication.
La principale faiblesse de Wadham était que les forces terrestres américaines allaient débarquer en dehors de la portée de l'appui aérien tactique allié. Avant l'opération, la Branche des opérations de l'armée a qualifié l'opération Wadham de «plan très faible» mais a déclaré qu'il était «essentiel dans le cadre de Cockade de renforcer Starkey».
L'ordre de bataille théorique pour l'opération Wadham comprenait :
- Task Force "A" : Quartier général du V Corps, la 5e division d'infanterie, la 29e division d'infanterie, la 46e division d'infanterie, la 3e division blindée et la 101e division aéroportée.
- Task Force "B": quartier général du VIIe corps, la 2e division d'infanterie, la 4e division d'infanterie, la 8e division d'infanterie, la 31e division d'infanterie, la 4e division blindée et la 76e brigade d'artillerie.

## Opération Tindall
L'opération Tindall était une opération de désinformation-tromperie adopté le 30 juin 1943 selon laquelle les Britanniques et les Américains allaient attaquer la Norvège pour entre septembre et novembre 1943. L'objectif hypothétique était de capturer Stavanger et son aérodrome, qui étaient essentiels pour le succès de cette fausse opération. En effet, une fois de plus, les Alliés prévoyaient une opération d'intoxication-déception au-delà de la portée de l'appui aérien tactique et ils avaient donc besoin d'augmenter la plausibilité du plan. Les cinq divisions qui devaient être utilisées dans la fausse invasion étaient de véritables divisions installées en Écosse et les Alliés disposaient d'avions et de navires adéquats en Écosse pour rendre plausible le plan de tromperie. Le seul manque que les Alliés avaient avec cette opération était leur manque de planeurs militaires. Les Alliés espéraient que Tindall inciterait les Allemands à conserver sur place les 12 divisions qui avaient été assignées à la Norvège. Ces actions comprenaient :
- - reconnaissance aérienne sur Stavanger, en juillet et août.
  - opération de leurre en Écosse du 15 au 20 août : faux avions, pistes, batteries de défense, etc. à Peterhead, Fraserburgh, Fordoun, Inverness, Perth.
  - fausses communications radio faisant état de l’arrivée de troupes en Écosse et du renforcement des moyens aériens.
  - fausse activité de troupes : tentes, empreintes de camions, exercices d’embarquement, etc.
  - sabotages en Norvège et au Danemark par des groupes de résistance.

## Résultats
L'opération Cockade n'a pas atteint ses objectifs, principalement parce que les dirigeants allemands ne croyaient pas que les Alliés allaient envahir l'Europe occidentale en 1943 et Cockade n'a pas déclenché la bataille aérienne que les Alliés souhaitaient. Le seul du Haut commandement allemand à avoir cru à ce plan d'intoxication d'invasion par Boulogne a été le Generalfeldmarschall (maréchal) Gerd von Rundstedt, le commandant en chef du commandement occidental. Il était même en colère contre le haut commandement allemand qui avait retiré dix divisions de France.
Cependant, ces histoires d'invasions, en particulier Starkey et Wadham, étaient invraisemblables et n'ont donc pas été crues. Il n'y a pas eu de réactions allemandes significatives aux opérations de déception. La plus notable des non-réactions était le manque de reconnaissance aérienne et de réponse navale ou de réponse de la Luftwaffe à la feinte amphibie de Starkey. Les Allemands ont déplacé dix divisions du nord de la France vers d'autres théâtres, ce qui indique que Starkey et Wadham étaient des échecs complets.
Cependant, en Norvège, les Allemands ont conservé les douze divisions, ce qui indique que les Allemands y ont évalué une menace plus élevée.
En plus d'être invraisemblable, Cockade a également échoué parce que les Alliés n'ont pas travaillé assez pour que la tromperie ait l'air réelle. La Royal Navy ne risquerait pas ses cuirassés et Eaker ne voulait pas détourner les ressources de l'offensive de bombardement stratégique.
Cockade a cependant eu un succès puisque les Allemands ont cru que les Alliés avaient 51 divisions dans les îles britanniques alors qu'il n'y en avait que 17. Cela devint important pour les opérations de déception en 1944.
L'opération Cockade a été résumé par Sir Arthur "Bomber" Harris, le commandant du RAF Bomber Command, qui a déclaré que le plan de tromperie avait été "au mieux un jeu d'acteur inoffensif".